# Innebandyboll

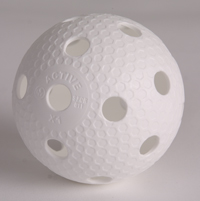
En innebandyboll med dimplar på.

En innebandyboll är en boll som används i sporten innebandy. Bollen är gjord av plast. Det är en sfär som är ihålig. 

## Utseende
Den har en vikt på 23 gram och en diameter på 72 mm. Det finns också 26 hål i bollen, där varje hål har en diameter på 11 mm. 
I början hade bollen en slät yta. Men under senare år åren har tillverkare börjat göra bollar med små fördjupningar på (dimplar), som kan ses på bollen i bilden. Dimplarna har effekten av minskat luftmotstånd och minskad friktion mot golvet, vilket medför ett träffsäkrare och snabbare skott. Idén med att göra dessa fördjupningar på en innebandyboll kom ifrån att ha sett en golfboll, som också har dimplar för att minska luftmotståndet.
Alla innebandybollar måste godkännas mot IFF:s (Internationella Innebandyförbundet), om de ska få användas i nationellt- och internationellt seriespel. Testningen och godkännandet utförs av Sveriges Tekniska Forskningsinstitut.

### Olika modeller
En innebandyboll behöver inte bara vara helvit, även om detta är vanligast. Den kan vara alltifrån helvit till exempelvis orange. Den kan även vara färgad inuti ("sprutfärgad"). Halva bollen kan även vara i en färg och den andra halvan i en annan. Men viktigt att poängtera är att regelrätta matchbollar alltid ska vara vita eller orange.